# حسیب قوای مرکز
حسیب قوای مرکز (زادهٔ ۲۸ جنوری ۱۹۹۲)(مطابق به ۸ دلو ۱۳۸۰)(روستای آبدره پنجشیر) فرمانده نظامی اهل افغانستان است.
حسیب قوای مرکز یکی از فرماندهان ارشد جبهه مقاومت ملی افغانستان می‌باشد.
او از فرماندهان کلیدی تحت امر احمد مسعود است و از چهره‌های مطرح ضد طالبان می‌باشد.
که اکنون فرماندهی نیروهای ویژه جبهه مقاومت ملی افغانستان را در ولایت پنجشیر به عهده دارد.

### زندگی‌نامه
حسیب قوای مرکز یا حسیب پنجشیری (زادهٔ ۲۸ جنوری ۱۹۹۲) در روستای آبدره ولایت پنجشیر می‌باشد.
در سال ۲۰۱۰ پس از اتمام دوره آموزش عالی نظامی وارد قطعات ویژه امنیت ملی افغانستان گردید. او بعد از موفقیت‌های چشم گیر در عملیات‌های گوناگون این نهاد در نقاط مختلف افغانستان به پست‌های مهم این نهاد دست یافت. اما در سال ۲۰۱۸ پس از هشت سال از ادامه کار با این نهاد منصرف شد.
در سال ۲۰۱۹، امنیت ملی افغانستان از حسیب پنجشیری خواست تا چهره‌های مطرح و شخصیت‌های قومی را ترور کند، اما او این درخواست را رد کرد و در برابر حاکمان وقت ایستاد. پس از آن، به پنجشیر رفت و پرده از رازها و خیانت‌های دولت برداشت. موضع‌گیری او علیه حکومت باعث شد که برخی نیروهای دولتی از حکومت کناره‌گیری کرده و به او بپیوندند.در پنجشیر، او گروهی را با هدف حفاظت از مردم رنج‌دیده افغانستان و حمایت از نیروهای مسلح کشور تشکیل داد. با وجود اختلافاتی که با سران حکومت پیشین داشت، همواره در کنار نیروهای مسلح افغانستان ایستاد و با آنان همکاری کرد. 
به تاریخ ۲۴ مارج سال ۲۰۱۹ نیروهای ویژه امنیت ملی و وزارت امور داخله افغانستان جهت گرفتاری او عازم پنجشیر شدند. بعد از درگیری چند ساعته وزارت امور داخله افغانستان اعلان نمود که عملیات گرفتاری حسیب پنجشیری ناکام بوده‌است.
بعد از سقوط نظام جمهوریت افغانستان به تاریخ ۱۵ آگست سال ۲۰۲۱ حسیب پنجشیری با نیروهای تحت امرش به رهبری احمد مسعود مقاومت دوم را شکل داده و آماده دفاع مسلحانه در مقابل طالبان شدند. از ۱۵ اگست سال ۲۰۲۱ با حملات متواتر طالبان به دره پنجشیر و درگیری‌های خونین در این ولایت، وی با نیروهای تحت امرش علیه طالبان به جنگ‌های چریکی پرداخت.
اکنون نیز وی در کوه‌های هندوکش با پارتیزان‌های تحت امرش مصروف مبارزات چریکی علیه گروه طالبان می‌باشد.
با این وجود وی در این راه موفقیت چندانی کسب نکرده و بشدت توسط نیروهای طالبان سرکوب شده است و بسیاری از اعضا و فرماندهان گروه تحت امرش کشته و از بین رفته اند‌ 